# Lewes Castle
Lewes Castle är en slottsruin i staden Lewes i det brittiska grevskapet East Sussex i södra England. Slottet uppfördes efter den Normandiska erövringen av England.
1264 deltog ett antal soldater från slottet tillsammans med Simon de Montfort i Slaget vid Lewes.
Den 11 november 2019 störtade ett cirka 10 x 10 meter stort stycke av slottsmuren, med en vikt av ungefär 600 ton, ner över ett hus som delvis begravdes.

## Galleri

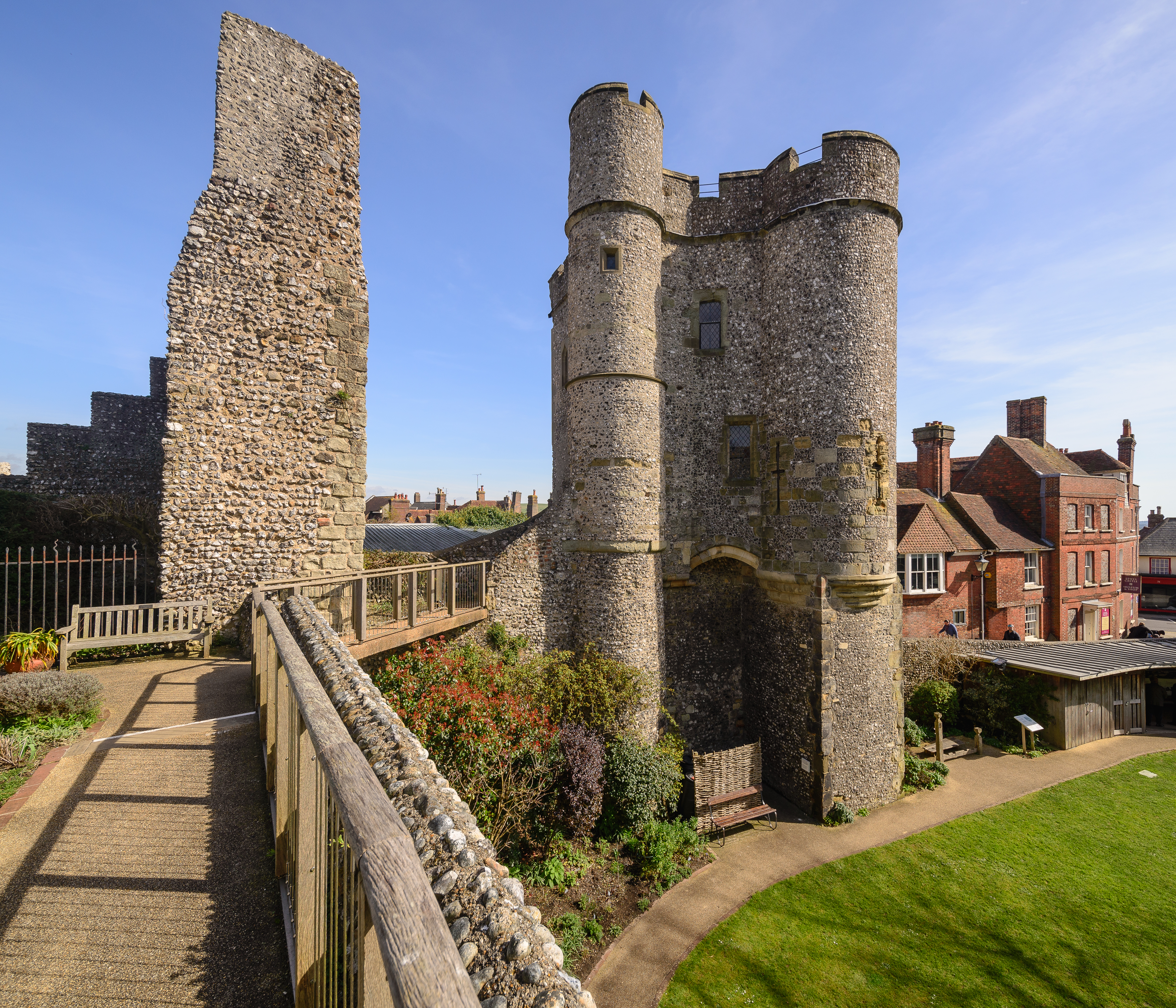
Ruiner av slottet.
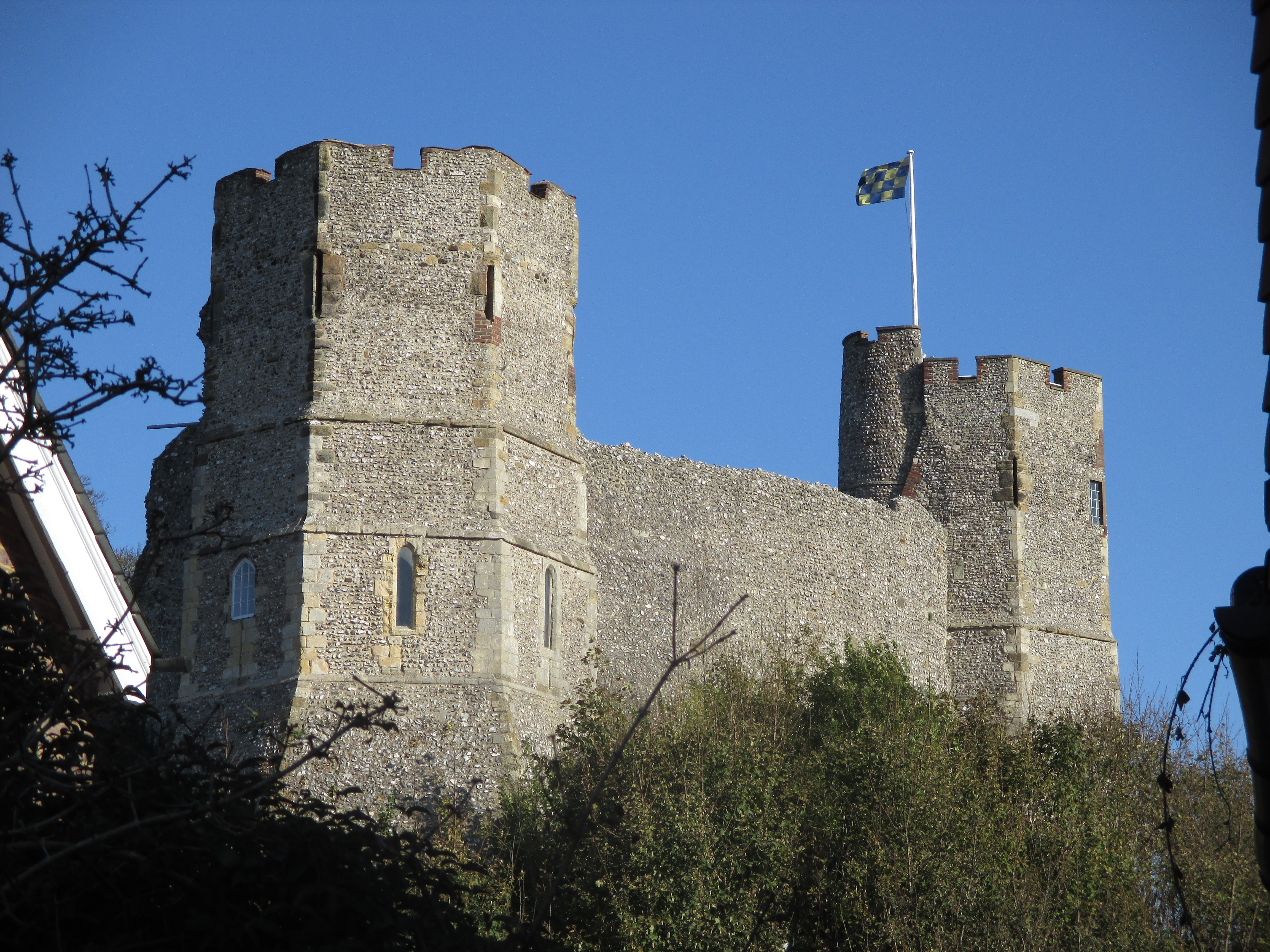
Kärntornet.
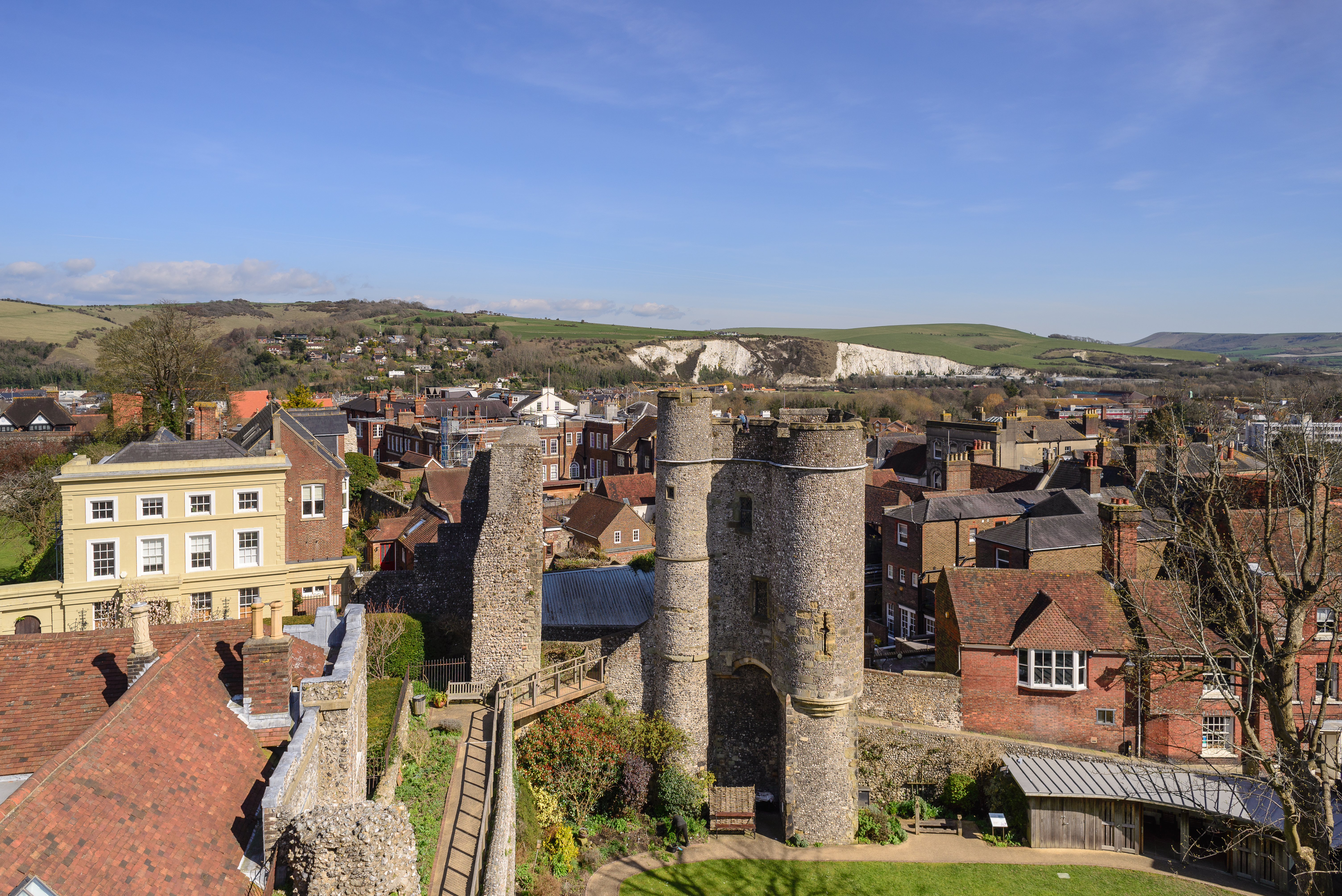
Vy från kärntornet.
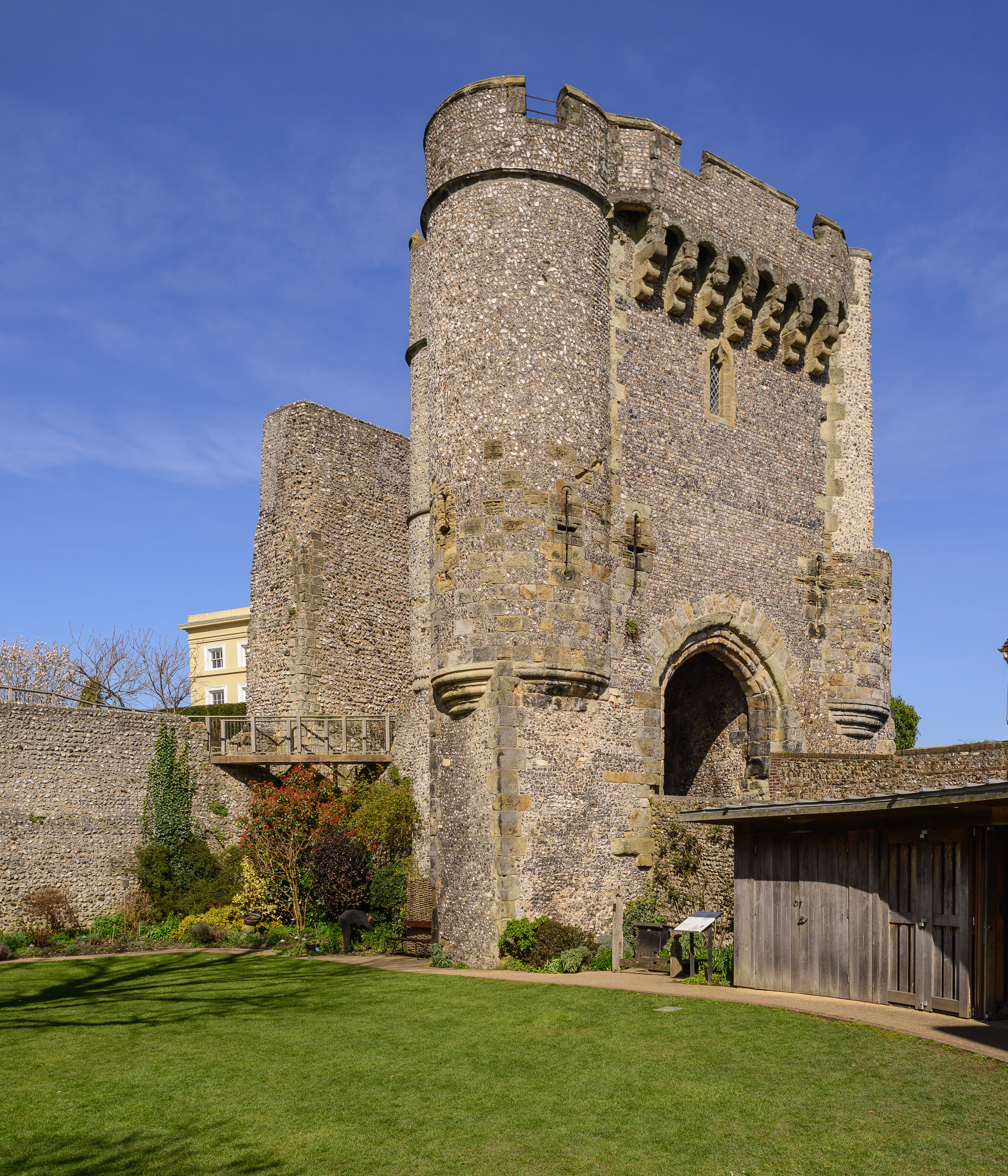
Vakttorn i Lewes Castle.